# إيزابيل أوركهارت
إيزابيل أوركهارت (بالإنجليزية: Isabelle Urquhart) هي مغنية أوبرا وممثلة أمريكية، ولدت في 9 ديسمبر 1865 في نيويورك في الولايات المتحدة، وتوفيت في 7 فبراير 1907 في روتشستر في الولايات المتحدة.

## وصلات خارجية
- إيزابيل أوركهارت على موقع قاعدة بيانات برودواي على الإنترنت (الإنجليزية)